# Sony Music Entertainment Poland
Sony Music Entertainment Poland Sp. z o.o. – polska wytwórnia muzyczna, oddział Sony Music Entertainment, powstała w 1995 roku w Warszawie.
Wytwórnia powstała na bazie niezależnej oficyny MJM Music PL, którą koncern Sony Music Entertainment odkupił od Andrzeja Wojciechowskiego. Do 1999 roku SME Poland wydawała pod markami Columbia i Epic, były to płyty m.in. takich wykonawców jak: Myslovitz, Tytus Wojnowicz, O.N.A. i Zdzisława Sośnicka. 
Od 2000 roku, już jako SME Poland, firma wydała nagrania m.in. takich wykonawców jak: Brathanki, Jan Bo, Wilki, Monika Brodka, Braty z Rakemna, Gienek Loska, Curly Heads, Acid Drinkers, Georgina Tarasiuk, Ha-Dwa-O!, Robert M, Katarzyna Groniec, Katarzyna Klich, Małgorzata Ostrowska, Marcin Rozynek, Dawid Podsiadło, Pogodno, Ania Wyszkoni, Fiolka Najdenowicz, Voo Voo, Cool Kids of Death, Trzynasta w Samo Południe, Dorota Miśkiewicz, Seweryn Krajewski, Andrzej Piaseczny, Kubi Producent czy White 2115
Do 2010 roku 90 z wydanych przez wytwórnię płyt uzyskało w Polsce status złotej, 52 platynowej oraz 1 diamentowej.
W 2003 roku Andrzej Wojciechowski i Piotr Mikołajczyk odkupili MJM Music PL, wznawiając działalność jako podmiot niezależny. 5 sierpnia 2004 roku w wyniku umowy joint venture Sony Music Entertainment i Bertelsmann Music Group powstała spółka Sony BMG Music Entertainment. Wówczas polski oddział przyjął nazwę Sony BMG Music Entertainment Poland. W 2008 roku po wchłonięciu BMG przez Sony Music koncern powrócił do nazwy Sony Music Entertainment.
Według danych z 2014 roku wytwórnia, wraz z Universal Music Polska i Warner Music Poland posiadała udział w polskim rynku muzycznym na poziomie 73,2%.